# のばらの村のものがたり
『のばらの村のものがたり』（のばらのむらのものがたり、英語: Brambly Hedge）はイギリスの絵本作家ジル・バークレムによる絵本シリーズ。

## 概要
いけがきと小川に囲まれた野原にある「のばらの村」。そこに住むねずみたちの自給自足による牧歌的な暮らしを、断面図を多用した緻密な水彩画で描いている。その美しいイラストレーションはキャラクター・グッズとして商品化されており、ティーポットやプレート（ロイヤルドルトン）、ジグソーパズル（アポロ社）など、さまざまなアイテムが発売されている。また、1996年から1999年にかけて、コスグローブ・ホール・フィルムズ社 (Cosgrove Hall Films) とHot Animation社によって、人形とデコパージュを用いた立体アニメが制作され、テレビ放映された。
1982年にボローニャ国際児童図書展エルバ賞を受賞。

## シリーズ一覧
1980年 - 1994年にイギリス・ハーパーコリンズ社より発行。日本語訳は講談社発行。訳者は岸田衿子（監訳 前田豊司）。
2021年 - 2022年に出版ワークスより全シリーズが再販されている（詳細は下記）。

### 本編
- 春のピクニック (Brambly Hedge : Spring Story)
- 小川のほとりで (Brambly Hedge : Summer Story)
- 木の実のなるころ (Brambly Hedge : Autumm Story)
- 雪の日のパーティ (Brambly Hedge : Winter Story)
- ひみつのかいだん (Brambly Hedge : The Secret Staircase)
- ウィルフレッドの山登り (Brambly Hedge : The High Hills)
- 海へいった話 (Brambly Hedge : Sea Story)
- ポピーのあかちゃん (Brambly Hedge : Poppy's Babies)

### コンプリート・ブック
- のばらの村 四季物語 (Four Seasons of Brambly Hedge)
  - 春夏秋冬の4つの物語を1冊にまとめたコンプリート・ブック。作者のジル・バークレムのインタビューも収録。
- 愛蔵版のばらの村のものがたり 全8話
  - シリーズ8冊を1冊にまとめたコンプリート・ブック。

### その他
- はる・なつ・あき・ふゆ (Brambly Hedge Poster Book)
  - 春夏秋冬の4つの物語のイラストを使用したポスターブック。
- ジル・バークレムの世界 のばらの村をたずねて
  - ガイドブック。作者のジル・バークレム、日本語訳の岸田衿子のインタビューの他、江國香織による寄稿もあり。
- A Visit to Brambly Hedge　ISBN 9780001983458
  - 2000年に発行されたガイドブック。担当編集者であるジェーン・フィオー (Jane Fior) との共著。作品に登場した料理のレシピやラフスケッチ等を収録。日本語訳は未発売。
- ちいさなおともだち
  - 物語に登場するねずみ達の、ぬいぐるみ手作り絵本。ウィルフレッド・プリムローズ・アップルおばさん・ダスティ・ポピーの五匹の作り方を掲載。ポピーとダスティの衣装は結婚式仕様。実物大型紙も掲載されている。人形制作はスウ・ドルマンが担当。昭和61年発行で、既に絶版。
- メモリーブック
  - 自由に記入出来る日記形式の絵本。日記ページの間に所々物語が挿入され、各月の扉絵や記録ページのカットなどにもカラーのイラストがちりばめられている。昭和61年発行。

## 新版 野ばらの村の物語 シリーズ一覧
新版は2021年出版ワークスより発行。訳者はこみや ゆう（小宮由）。装丁は中嶋香織。
物語の内容は、講談社版の再販であるが、判型が大きくなりより子供向けにリニューアルされている。
四季シリーズ
- 野ばらの村のピクニック  (Brambly Hedge : Spring Story) - 2021年5月発売
- 野ばらの村のけっこんしき  (Brambly Hedge : Summer Story) - 2021年7月発売
- 野ばらの村の秋の実り (Brambly Hedge : Autumm Story) - 2021年9月発売
- 野ばらの村の雪まつり (Brambly Hedge : Winter Story) - 2021年８月発売
- 上記4作 四季シリーズBOXセット - 2021年12月発売

アドベンチャーシリーズ
- 野ばらの村のひみつのへや (Brambly Hedge : The Secret Staircase) - 2022年1月発売
- 野ばらの村のふねのたび  (Brambly Hedge : Sea Story) - 2022年4月発売予定
- 野ばらの村の山のぼうけん(Brambly Hedge : The High Hills) - 2022年7月発売予定
- 野ばらの村のおひっこし (Brambly Hedge : Poppy's Babies) - 2022年11月発売予定
- 上記4作 アドベンチャーシリーズBOXセット - 2022年12月発売予定

## 主な登場キャラクター
ウィルフレッド・トードフラックス（Wilfred Toadflax）
トードフラックス家の男の子。好奇心旺盛でいたずら好き。両親と兄弟のティーズル（Teasel）、姉妹のクローバー（Clover）、キャトキン（Catkin）と共にしでの木に住んでいる。アップルおじさんやプリムローズと大の仲良し。ほとんどの物語に登場。
アップル夫妻（Mr & Mrs Apple）
村の食糧倉庫であるきりかぶ倉の番人。アップルおじさんは昔気質のねずみで、村の行事の際にはもりねずみだんしゃくと共に采配を振る役目も負っている。夫人のアップルおばさんは料理の名人。娘のデイジィ（Daisy）はもりねずみだんしゃくに嫁いでいる。しでの木の隣にある野りんご荘に住んでいる。
もりねずみだんしゃく夫妻（Lord & Lady Woodmouse）
村の取りまとめ役。村でとり行われる祝い事や行事の一切を取り仕切っている。博識で村の歴史にも詳しい。夫人のデイジィはアップル夫妻の娘。村の中心にあるかしの木やかたに住んでいる。
プリムローズ・ウッドマウス（Primrose Woodmouse）
もりねずみだんしゃく夫妻の娘。冒険好きで、勝手にひとりきりで遠出して迷子になってしまったこともある。ウィルフレッドと大の仲良し。
ダスティ・ダックウッド（Dusty Dogwood）
粉ひき職人。陽気で気立てのいいねずみ。「ダスティ」の名に違わず、いつもひげの先からしっぽの先まで粉だらけ。自分自身の結婚式の際にも、せっかくの晴れ着を粉まみれにしてしまった。ポピー・アイブライトと結婚し、今では3匹の子どもたちの父親になっている。
ポピー・アイブライト（Poppy Eyebright）
ダスティと結婚する前はチーズ小屋で働いていたが、今は生まれたばかりの3匹の子どもたちの世話に追われる毎日。
ローズ、バターカップ、ピプキン（Rose, Buttercup and Pipkin）
ダスティとポピーの間に生まれた3匹の子どもたち。ローズとバターカップは女の子、ピプキンが男の子。
フラックスとリリィ（Flax and Lily）
はたおりねずみ。服地や毛布など、村で使われる布地の全てをまかなっている。フラックスは織り子、リリィは糸紡ぎを担当（村では機織りは男性の仕事、糸紡ぎは女性の仕事とされている）。
野ねずみじいさん（Old Vole）
野原の真ん中にある草むらの家に住んでいる。他のねずみたちとは種類が違うが、結婚式や命名式で司祭役を務めるなど、村の行事や重要な儀式には欠かせない存在。
バジル（Basil）
きりかぶ倉の地下にある酒倉の番人。さまざまなワインをかぎ分ける鋭い嗅覚を持っている。白く長いひげと赤いチョッキがトレードマーク。
かりかりおばさん（Mrs Crustybread）
かしの木やかたの料理人。村の祝い事や行事の際には娘のシセリと共に腕をふるい、特製のケーキなどを作っている。いたずらをしたウィルフレッドをこらしめたこともある。

## スピンオフ作品
主要キャラクターであるウィルフレッドとプリムローズを主人公にしたスピンオフ作品。2005年と2006年にハーパーコリンズ社より発行。日本語訳は未発売。著者はアラン・マクドナルド (Alan MacDonald) 、イラストはリジー・サンダーズ (Lizzie Sanders)。
- Brambley Hedge: Wilfred To The Rescue ISBN 9781416909019
- Brambley Hedge: Primrose In Charge ISBN 9780007184132